# Bamberger Maßeinheiten

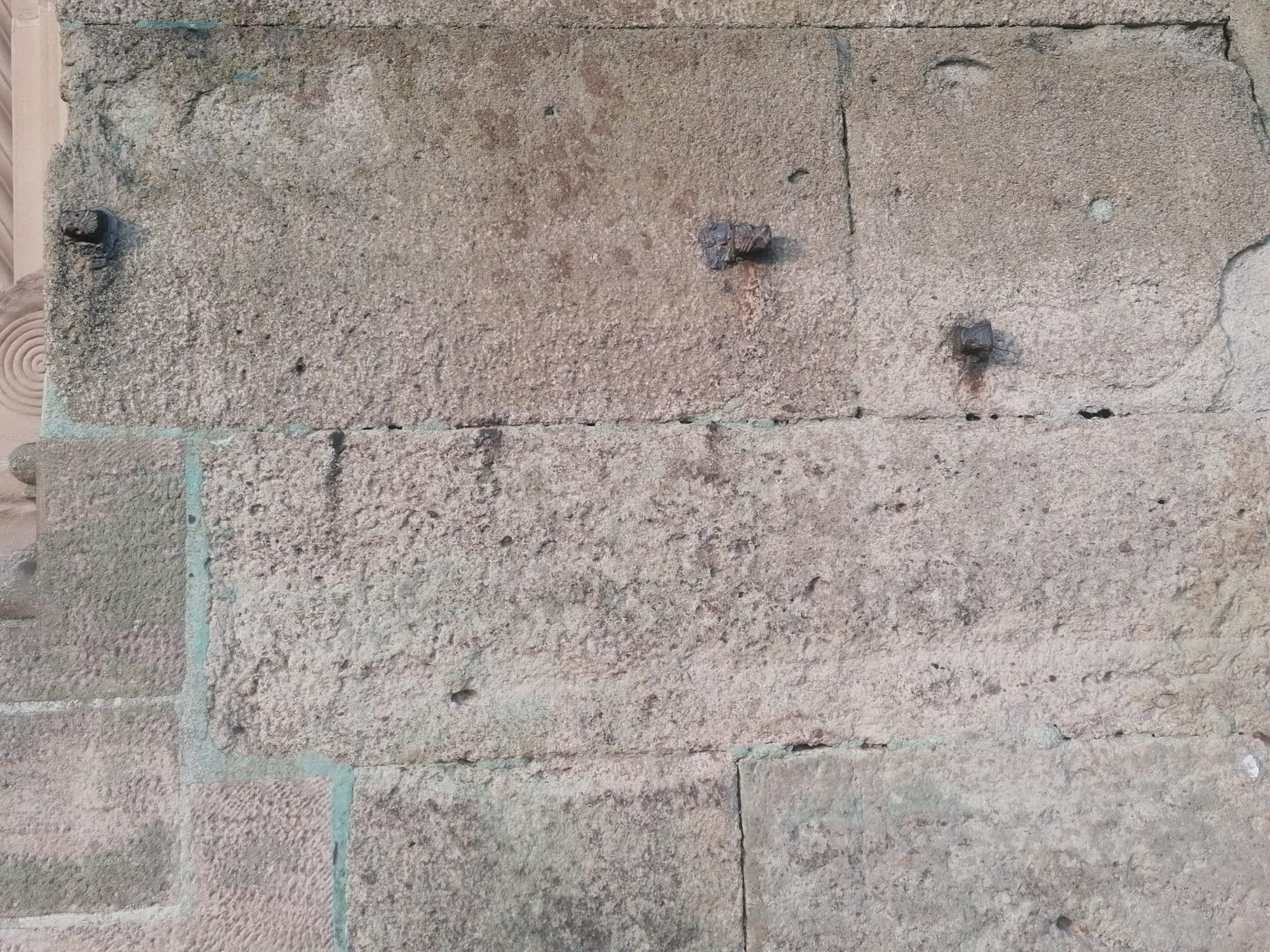
Eichmaße für Elle und Fuß („Schuh“) am Bamberger Dom

Die Bamberger Maßeinheiten galten in der Stadt und Teilen des Hochstifts Bamberg bis 1811, als sie von den bayerischen Maßeinheiten abgelöst wurden. Teilweise wurden sie jedoch bis zur Einführung des metrischen Systems 1872 weiter verwendet.

## Längenmaße

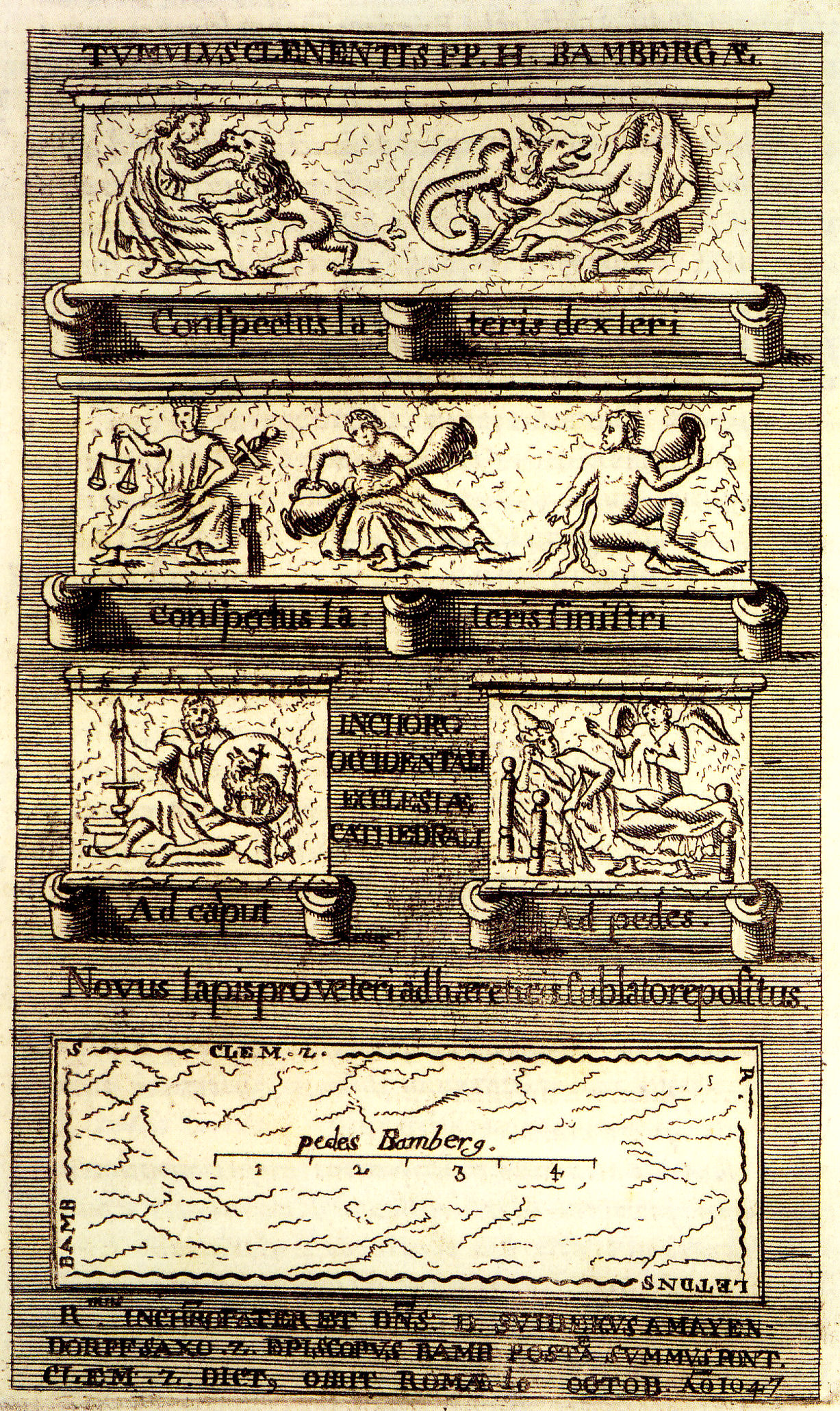
Das Grabmal des Papstes Clemens II. im Bamberger Dom misst × × pedes Bambergenses (Bamberger Fuß, entspricht ca. 200 × 73 × 60 cm).

Die mittelalterlichen Maße Klafter („Kunigungenklafter“), Elle und Schuh (Werkschuh, „Kunigungenschuh“) sind bis heute am Bamberger Dom abgebildet. Sie sollen den Körpermaßen der Heiligen Kunigunde entsprochen haben.
Auf Basis des von Schneidern bis ins 19. Jahrhundert verwendete Ellenmaßes lassen sich folgende Einheiten ableiten (mit Abweichungen von ± 1 %):
- 1 Klafter = 7 Schuh = 186,96 cm
- 1 Elle = 2 1⁄2 Schuh = 66,77 cm
- 1 Schuh = 12 Zoll = 26,71 cm

Die Bamberger Elle wurde zeitgenössisch meistens mit 40:39 zur Nürnberger Elle bewertet, empirisch liegt der Wert bei ca. 1,017 Nürnberger oder 0,801 Bayerischen Ellen.
Im Bauwesen wurde seit der frühen Neuzeit der Nürnberger Schuh verwendet:
- 1 Schuh = 12 Zoll = 30,397 cm

In der Vermessung galt im 18. Jahrhundert der Feldschuh (11 1⁄13 Nürnberger Zoll). Für Wiesen, Felder und Wälder wurden je eigene Ruten (auch Gerten genannt) verwendet:
- 1 Feldschuh = 10 Feldzoll = 28,04 cm
- 1 Wiesenrute = 19 Feldschuh = 190 Feldzoll = 5,328 m
- 1 Feldrute = 20 Feldschuh = 200 Feldzoll = 5,608 m
- 1 Waldrute = 21 Feldschuh = 210 Feldzoll = 5,888 m
- 1 Wegstunde = 15.000 Feldschuh = 4.206 m[8]

## Flächenmaße
Für Wiesen und Weiden:
- 1 Tagwerk = 150 Quadrat-Wiesenruten à 361 Quadrat-Feldschuh = 54.150 Quadrat-Feldschuh = 42,575 a

Für Felder:
- 1 Morgen = 2 Strichen = 150 Quadrat-Feldruten à 400 Quadrat-Feldschuh = 60.000 Quadrat-Feldschuh = 47,174 a

Für Wälder und Weinberge:
- 1 Acker = 150 Quadrat-Waldruten à 441 Quadrat-Feldschuh = 66.150 Quadrat-Feldschuh = 52,010 a

## Grubenmaß
Das Grubenmaß wurde in den Bergwerken Bad Bleibergs (Kärnten) noch bis 1959 verwendet. Es war ein Prisma, dessen horizontale Grundfläche aus 8 Schnüren Breite und 3 Schnüren Höhe zu je 7 Klaftern bemessen wurde, die Länge war unbestimmt.
- 1 Grubenmaß (Grundfläche) = 56 Klafter × 21 Klafter = 1.176 Quadrat-Klafter = 4.112,4 m²

## Volumenmaße

### Flüssigkeitsmaße
Das künische Maß (Königsmaß, auch Kunigunden-Maß oder St. Kunigundis-Maß) war das Volumenmaß für Flüssigkeiten. Das Maß existierte neben der Stadtmaß und wurde in Visiermaß (Maßeinheit) und Schenkmaß (in der Gastronomie) unterschieden.
Die Maßkette war:
- 1 Fuder = 12 Eimer = 768 Künische Maß (Visiermaß)
- 1 Eimer = 16 Viertel = 64 Visiermaß = 72 Schenkmaß

- 1 Künische Maß (Visiermaß) = 74,1503 Pariser Kubikzoll[11]= 1,470876 l
- 1 Bamberger Stadtmaß = 68 Pariser Kubikzoll = 1,348875 l[12]
- 12 Bamberger Stadtmaß = 11 Künische Maß = 15 Nürnberger Maß

### Getreidemaße
Getreidemaße waren Schäffel, Simra, Vierling/Metzen und Gaißla/Geisel sowie dessen Bruchteile. Die Maßkette war
- 1 Schäffel = 4 Simra[13]
- 1 Simra = 4 Vierlinge = 40 Gaißla
- 1 Gaißla = 2 Halbe = 3 Drittel = 4 Viertel.[14]

Die Getreidemaße richteten sich nach der Getreideart und -form und so gab es für glattes und raues Getreide verschiedene Maße, die sich auf die abgeleiteten Maße auswirkte. Bei glattem Getreide (Weizen und Roggen) entsprach 1 Gaißla etwa 1,95 Liter, bei rauem Getreide (Gerste und Hafer) etwa 2,4 Liter. Die Maße waren
für glattes Getreide:
- 1 Schäffel = 313,292 l
- 1 Simra = 78,323 l
- 1 Vierling = 19,58 l
- 1 Gaißla = 1,958 l

für raues Getreide:
- 1 Schäffel = 383,432 l
- 1 Simra = 95,858 l
- 1 Vierling = 23,96 l
- 1 Gaißla = 2,396 l

1811 wurde das Korn-Simra mit 2,1171875, das Hafer-Simra mit 2,1197917 bayerischen Metzen bewertet. Der Schäffel wurde im 19. Jahrhundert nicht mehr verwendet.

### Holzmaße
Gemessen wurde in Klafter, auch Lachter genannt. Die Klafter für Rechtholz war um 1 Schuh niedriger als die normale Klafter.:
- 1 Lachter = 6 Schuh (Breite) × 7 Schuh (Höhe) × 4 Schuh (Scheitlänge) = 168 Kubikschuh = 3,2 rm[19][20]

- 1 Rechtholz-Klafter = 6 Schuh × 6 Schuh × 4 Schuh = 144 Kubikschuh = 2,63217 rm[19]

## Gewichtsmaße
Es wurde unterschieden zwischen Leicht- und Schwergewicht, wobei das leichte Pfund dem Frankfurter, das schwere dem Nürnberger gleichgesetzt wurde.
Es galt:
- 1 Zentner = 100 schwere Pfund = 110 leichte Pfund = 51,522 kg[21]
- 1 Leichtes Pfund = 32 Lot = 468,3 g